# Karl Vaino

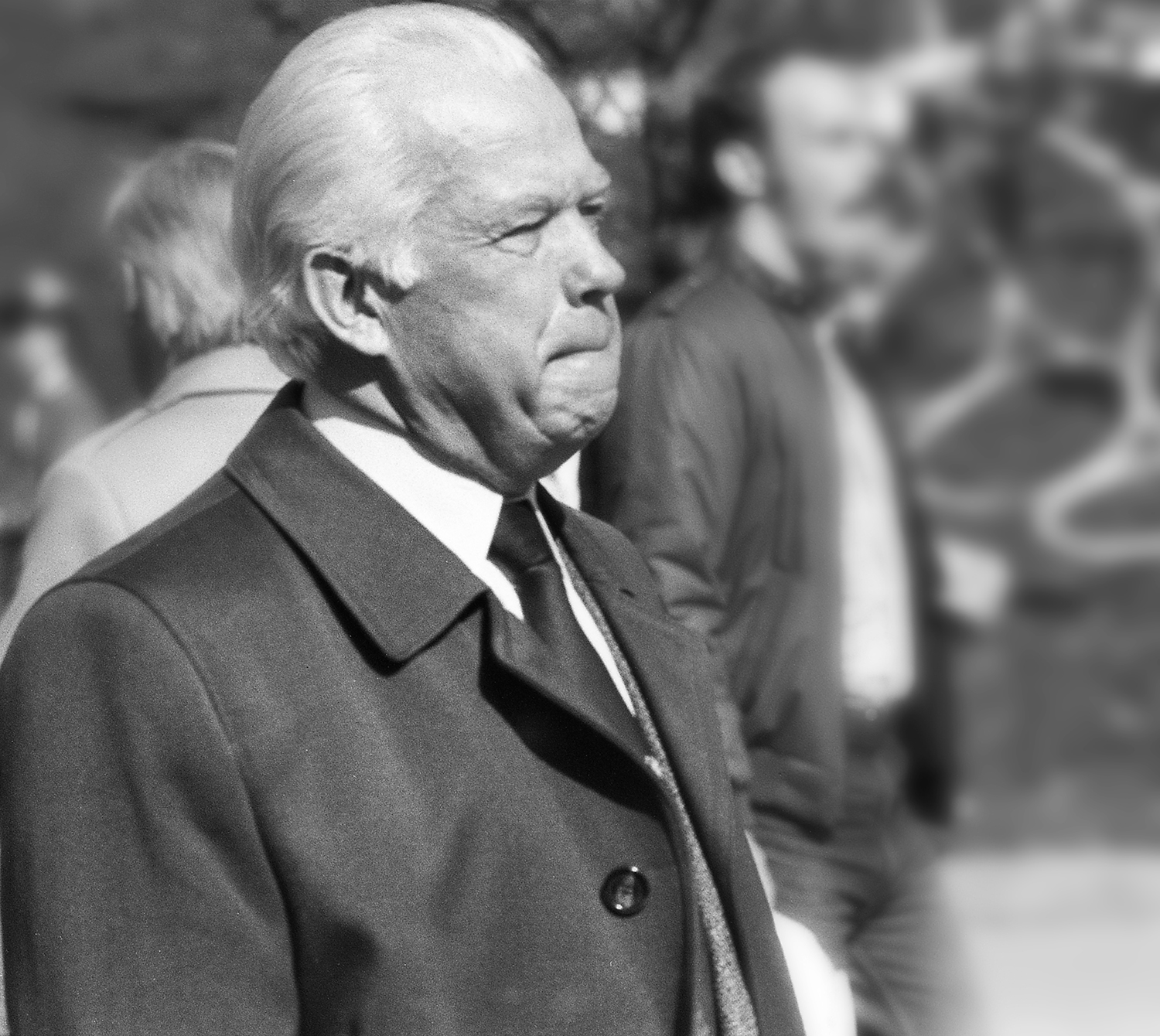
Karl Vaino (1987)

Karl Vaino (russisch Карл Генрихович Вайно; * 28. Mai 1923 in Tomsk; † 12. Februar 2022) war ein sowjetischer Politiker.

## Frühe Jahre
Karl Vaino wurde im westlichen Teil Sibiriens in eine estnischstämmige Familie geboren. Sein Vater, der aus dem Kreis Järva stammende Genrich (Heinrich) Vaino (1889–1965), kam 1918 als Soldat nach Russland, die Familie der Mutter Lidia Savi bereits einige Jahre zuvor nach Sibirien. Beide Eltern waren Mitglieder der KPdSU. Karl Vaino trat 1947 der Partei bei.
Karl Vaino schloss 1941 die Mittelschule in Tomsk ab. Er begann zunächst sein Studium am Eisenbahntechnischen Kriegsingenieur-Institut in Nowosibirsk, das 1943 nach Tomsk verlegt wurde. Am dortigen Elektrotechnischen Institut schloss er 1947 sein Studium als Eisenbahningenieur ab. Er wurde in die Estnische SSR entsandt, wo er zunächst in Tapa in einem Lokomotivendepot angestellt war.

## Politiker
Er entschied sich dann für eine Karriere innerhalb der sowjetischen Nomenklatura. Er wurde dabei vor allem von dem sowjet-estnischen Politiker Aleksei Müürisepp gefördert. Ab 1948 war Karl Vaino Mitarbeiter am Zentralkomitee der Kommunistischen Partei Estlands (EKP). 1952 wurde er Parteisekretär des Oblast-Komitees Tallinn. Ein Jahr später leitete er die Abteilung für Industrie und Verkehr des Zentralkomitees der EKP. 1957 schloss er die Höhere Parteischule der KPdSU ab. Von 1960 bis 1978 war Karl Vaino Sekretär des Zentralkomitees der EKP.
Im Juli 1978 wurde Johannes Käbin als Erster Sekretär des Zentralkomitees der EKP abgelöst. Leonid Breschnew warf Käbin eine zu starke estnische Gesinnung vor. Als Nachfolger wurde der moskautreue Karl Vaino ausersehen. Vaino setzte die Anweisungen des Kreml in der Estnischen SSR strikt durch und forcierte die Russifizierung Estlands. Vaino blieb daher in der estnischsprachigen Bevölkerung unpopulär, zumal er fast alle Reden auf Russisch hielt und den sowjetischen Repressionsapparat ausbaute.

## Absetzung
In der Ära Gorbatschow zerbrach 1988 die EKP in einen estnisch gesinnten Flügel und eine moskautreue Fraktion. Letztere geriet im Lauf der „Singenden Revolution“ immer mehr in die Minderheit. Karl Vaino wurde am 16. Juni 1988 von den sowjetischen Machthabern durch den früheren sowjetischen Botschafter in Venezuela und Nicaragua, den in Estland geborenen und reformorientierten Vaino Väljas (1931–2024), als Erster Sekretär des Zentralkomitees der EKP und Parteivorsitzender ersetzt. Nur wenige Monate später, im November 1988, leitete Väljas die ersten Schritte zur Loslösung Estlands von der Sowjetunion ein.
Karl Vaino zog zwei Jahre später von Tallinn nach Moskau, wo er zurückgezogen lebte.

## Privatleben
1949 wurde Karl Vainos Sohn Eduard Vaino geboren, der in der russischen Autobranche bei AwtoWAS Karriere machte. Karl Vainos Enkel, der 1972 in Tallinn geborene russische Diplomat Anton Waino, ist seit August 2016 Vorsitzender der Russischen Präsidialverwaltung und Ständiges Mitglied des Sicherheitsrates der Russischen Föderation.